# Louder than Words
«Louder than Words» (с англ. — «Громче слов») — песня британской рок-группы Pink Floyd. 14 октября 2014 года композиция выпущена как сингл к пятнадцатому студийному альбому The Endless River.

## Композиция
«Louder than Words» написана Дэвидом Гилмором в соавторстве с его супругой Полли Сэмсон. Первые материалы к треку записаны во время студийных сессий 1993 года с участием Ричарда Райта, клавишника Pink Floyd, ушедшего из жизни в 2008. Дополнительная работа над песней была проведена в 2014 году совместно с электронным струнным квартетом Escala.
Песня является заключительным треком альбома The Endless River. Также «Louder than Words» — единственная композиция пластинки, где присутствует вокал Дэвида Гилмора.
Песня посвящена Ричарду Райту и повествует о вечной любви и преодолении разногласий. В интервью The Guardian сам Гилмор о «Louder than Words» высказал следующее:
Что ж, Рик ушёл. Это будет последним, что мы выпустим. Я почти уверен, что больше ничего не последует. И Полли, моя жена, подумала, что это было бы хорошим лирическим завершением. Попробовать описать симбиоз того, что мы имеем. Или того, что уже было… Я не всегда придавал большого значения заслугам [Райта]. Люди очень по-разному относятся к своей работе, из-за чего мы можем стать слишком субъективными, и думать о других, что они стараются недостаточно, не понимая при этом, что у каждого своя ноша..
Оригинальный текст (англ.)Well, Rick is gone. This is the last thing that’ll be out from us. I’m pretty certain there will not be any follow up to this. And Polly, my wife, thought that would be a very good lyrical idea to go out on. A way of describing the symbiosis that we have. Or had… I didn’t necessarily always give [Wright] his proper due. People have very different attitudes to the way they work and we can become very judgmental and think someone is not quite pulling his weight enough, without realising that theirs is a different weight to pull.

## Музыкальное видео

Кадр из клипа «Louder Than Words»

Видеоклип к песне был снят Обри Пауэллом в Казахстане, Клип снимался на северном Арале, главные роли сыграли жители города Аральска. В клипе показан молодой мужчина, управляющий лодкой в облачной реке. Видеоряд прерывают кадры высохшего Аральского моря, близлежащих к нему территорий, а также студийных сессий Pink Floyd 1993 и 2014 года. Помимо этого, в видео показаны представители нынешнего поколения, не видевшие Арал до эксплуатации человеком, и старшего поколения, которые ещё могут рассказать о красоте этого края.
Клип «Louder than Words» затрагивает экологические проблемы, связанные с Аральским морем, в частности, c использованием его водных ресурсов для орошения.

## Восприятие
Музыкальные критики и эксперты положительно восприняли песню. Рецензенты высоко оценили музыкальную составляющую «Louder than Words». Иосия Хьюзиз из Exclaim! описал композицию, как «тлеющий, мелодраматический трек». Положительный отзыв оставил и Том Брейан, обозреватель музыкального онлайн-журнала Stereogum; по его мнению, «Louder Than Words» является настоящей «прог-рок-элегией с церковными хорами и классическими флойдовскими гитарами».

## Список композиций
| №  | Название            | Автор(ы)                   | Продюсеры                                                 | Длительность |
| -- | ------------------- | -------------------------- | --------------------------------------------------------- | ------------ |
| 1. | «Louder than Words» | Дэвид Гилмор, Полли Сэмсон | Дэвид Гилмор, Фил Манзанера, Мартин Гловер, Эндрю Джексон | 6:37         |

| №  | Название                           | Автор(ы)                   | Продюсеры                                                 | Длительность |
| -- | ---------------------------------- | -------------------------- | --------------------------------------------------------- | ------------ |
| 1. | «Louder than Words» (сингл-версия) | Дэвид Гилмор, Полли Сэмсон | Дэвид Гилмор, Фил Манзанера, Мартин Гловер, Эндрю Джексон | 4:40         |

## Участники записи
| Pink Floyd - Дэвид Гилмор — вокал, гитара, орган Хаммонда, продюсер - Ник Мейсон — ударные, перкуссия - Ричард Райт — родес-пиано, фортепиано, синтезатор | Escala - Шанталь Левертон — альт - Виктория Лион — скрипка - Хелен Нэш — виолончель - Хонор Уотсон — скрипка   |
| Приглашённые музыканты - Боб Эзрин — бас-гитара - Дурга Макбрум — бэк-вокал - Луис Клэр Маршалл — бэк-вокал - Сара Браун — бэк-вокал                      | Технический персонал - Фил Манзанера — сопродюсер - Мартин Гловер — сопродюсер - Эндрю Джексон — звукорежиссёр |

## Позиции в чартах
| Чарт (2014)                                | Высшая позиция |
| ------------------------------------------ | -------------- |
| Бельгия/Фландрия (Ultratip Bubbling Under) | 89             |
| Бельгия/Валлония (Ultratip Bubbling Under) | 38             |
| Polish Radio 3 Chart                       | 1              |
| США (Billboard Adult Alternative Songs)    | 29             |

## История релиза
| Страна | Дата            | Радиоформат           | Лейбл            | Каталожный номер |
| ------ | --------------- | --------------------- | ---------------- | ---------------- |
| США    | 14 октября 2014 | Mainstream rock radio | Columbia Records | неизвестен       |